# Zillah, Washington
Zillah är en ort i Yakima County i delstaten Washington. Vid 2010 års folkräkning hade Zillah 2 964 invånare.